# L'Exorciste, la suite
Pour les articles homonymes, voir L'Exorciste et Exorciste (homonymie).
Série L'Exorciste
L'Exorciste 2 : L'Hérétique
(1977) L'Exorciste : Au commencement
(2004)
Pour plus de détails, voir Fiche technique et Distribution.
L'Exorciste, la suite (The Exorcist III: Legion) est un film d'horreur américain réalisé par William Peter Blatty, sorti en 1990.
Le film débute alors qu'un tueur en série, mort il y a des années, revendique crimes après crimes. On retrouve des victimes crucifiées, des têtes et des doigts coupés. Le démon Pazuzu semble être de retour. L'enquête est confiée à Bill Kinderman, qui reste toujours nostalgique du père Karras, que l'officier croit décédé 16 ans auparavant après s'être volontairement jeté par la fenêtre de la chambre de la petite Regan après un exorcisme. Après une longue enquête, Bill Kinderman se rend compte qu'un des patients d'un hôpital psychiatrique n'est autre que le sosie du père Karras...
Inspiré du roman L'Esprit du Mal (Legion) de Blatty, paru en 1983, il s'agit du troisième volet de la série de films débutée avec L'Exorciste en 1973. Néanmoins, il ignore les événements du second volet, L'Exorciste 2 : L'Hérétique (1977).

## Synopsis
En 1990, un terrible incident se déroule, provoquant le décès de Thomas Kintry. L'inspecteur Bill Kinderman préside alors l'enquête. Cette dernière l'amène dans un asile, où réside un patient en état d'amnésie, du nom de Damien Karras. Après avoir erré pendant quinze ans, le patient Damien a fini par être interné, se montrant violent et se prétendant être un chasseur de Gémeaux. Très vite, Bill Kinderman assiste à des événements étranges et à des transformations de la part de Damien Karras...

## Fiche technique
Sauf indication contraire, les informations mentionnées dans cette section peuvent être confirmées par la base de données cinématographiques IMDb,  présente dans la section « Liens externes ».
- Titre original : The Exorcist III: Legion
- Titre français : L'Exorciste, la suite
- Titre québécois: L'Exorciste 3
- Réalisation : William Peter Blatty
- Scénario : William Peter Blatty, d'après son propre roman Legion
- Photographie : William A. Fraker
- Montage : Peter Lee-Thompson, Todd C. Ramsay, Thom Noble
- Directeur artistique : Henry Shaffer
- Musique : Barry De Vorzon, Tubular Bells de Mike Oldfield
- Production : Carter DeHaven

Producteurs délégués : James G. Robinson (en) et Joe Roth
Producteur associé : Steve Jaffe
- Société de production : Morgan Creek Productions
- Société de distribution : 20th Century Fox
- Pays d'origine :  États-Unis
- Genre : horreur, fantastique
- Durée : 110 minutes
- Dates de sortie :
  -  États-Unis : 17 août 1990
  -  France : 9 janvier 1991
- Film interdit aux moins de 12 ans en France.

## Distribution
- George C. Scott (VF : André Valmy) : William « Bill » Kinderman
- Ed Flanders (VF : Marc Cassot) : Joseph Kevin Dyer
- Jason Miller (VF : Marc de Georgi) : le Patient X
- Scott Wilson (VF : Bernard Tiphaine) : Dr Temple
- Brad Dourif (VF : Edgar Givry) : James Venamun
- Ken Lerner : Dr Freedman
- Nicol Williamson : Paul Morning
- Don Gordon : Ryan
- Nancy Fish : l'infirmière Allerton
- Lee Richardson : le président de l'université
- Viveca Lindfors : une infirmière
- Samuel L. Jackson : l'aveugle dans le rêve
- Larry King : lui-même
- Grand L. Bush (VF : Patrick Osmond) : sergent Atkins
- Barbara Baxley : Shirley
- George DiCenzo (VF : Pascal Renwick) : Stedman

## Production

### Genèse et développement
Le projet fut proposé à de multiples réalisateurs comme John Carpenter ou bien encore William Friedkin qui fut longtemps rattaché au projet avant de confier à l'auteur William Peter Blatty être peu emballé par l'histoire et ne plus avoir envie de retravailler avec l'acteur Jason Miller.
William Peter Blatty décide alors de mettre en images son histoire.

### Attribution des rôles
L'acteur Lee J. Cobb qui avait joué le lieutenant William Kinderman dans le premier film étant mort en 1976, George C. Scott le remplace. De même William O'Malley (en) (père Joseph Kevin Dyer) est remplacé par Ed Flanders. Jason Miller est le seul acteur du premier film à avoir repris son rôle (père Damien Karras).

### Tournage
Le tournage a eu lieu aux Hollywood Center Studios de Los Angeles, aux Screen Gems Studios de Wilmington et à Washington, D.C..